# Lubrza (szczyt)
Lubrza (niem. Waldberg, 666 m n.p.m.) – szczyt w Grzbiecie Wschodnim Gór Kaczawskich, leżący w jego zachodniej części. Wraz z Niedźwiedzimi Skałkami, Skibą i Lisianką (585 m n.p.m.) tworzy wyraźnie wyodrębniony masyw. Na północmny zachód od Lubrzy położony jest niewielki masyw Grodzik (615 m n.p.m.).
Na północmny zachód od Lubrzy leży Mysłów, na zachód – Kaczorów, a na południe – Płonina.
Zbudowana jest ze staropaleozoicznych skał metamorficznych pochodzenia wulkanicznego – keratofirów, które pod szczytem tworzą niewielkie skałki. Niższe partie zboczy budują również staropaleozoiczne skały metamorficzne – zieleńce, łupki zieleńcowe, łupki krzemionkowe i fyllity. Całość należy do metamorfiku kaczawskiego.
Masyw porastają lasy świerkowe z domieszką buka.
Na zachodnich zboczach góry kilka zespołów wychodni skalnych w formie murów, baszt i ambon, sięgających wysokości do kilkunastu metrów. Idąc od dołu są to: Karczmisko i Mysłowska Turnia (ok. 485 m n.p.m.), Czerwona Skała (ok. 530 m n.p.m.) oraz Diablak (ok. 610 m n.p.m.). Dwie niższe grupy wykorzystywane są do wspinaczki skalnej. Wejście na Diablak ułatwia 8 stalowych klamer i łańcuch w partii szczytowej.

## Szlaki turystyki pieszej
południowo-zachodnim zboczem, przechodzi szlak:
- żółty – biegnący z Płoniny przez Mysłów do Wojcieszowa.

- znakowany kolorem zielonym „Szlak spacerowy wokół Lubrzy” prowadzi na szczyt Lubrzy i przechodzi w pobliżu wszystkich wspomnianych wyżej wychodni skalnych[1].